# 国税不服審判所
国税不服審判所（こくぜいふふくしんぱんしょ、英語：National Tax Tribunal）は、財務省設置法（平成11年7月16日法律第95号）第22条に基づき国税庁に設置される特別の機関である。

## 沿革
- 1970年（昭和45年） - 従前の協議団制度に代えて、国税庁の附属機関として国税不服審判所が設置される。
- 1984年（昭和59年） - 附属機関から特別の機関となる。

## 職務
国税に関する法律に基づく処分についての審査請求に対する裁決を行なう（国税通則法第78条第1項）。

## 組織
国税不服審判所は、本部及び各国税局の所在地に対応した12の支部で構成される（国税不服審判所組織規則第1条）。
- 国税不服審判所長
  - 次長
    - 部長審判官
      - 国税審判官
        - 国税副審判官
          - 国税審査官

    - 管理室長
      - 室長補佐
        - 総務係
        - 会計係
        - 管理第一係
        - 管理第二係

      - 特命担当審判官
        - 特命担当

      - 行政救済分析官

| 本部・支部・支所       | 本部・支部・支所        | 所在地                                                | 管轄                                           |
| ---------------------- | ----------------------- | ----------------------------------------------------- | ---------------------------------------------- |
| 国税不服審判所 本部    | 国税不服審判所 本部     | 東京都千代田区霞が関3-1-1                             |                                                |
| 札幌国税不服審判所     | 札幌国税不服審判所      | 札幌市中央区大通西10 札幌第二合同庁舎                 | 北海道                                         |
| 仙台国税不服審判所     | 仙台国税不服審判所      | 仙台市青葉区本町3-2-23 仙台第二合同庁舎               | 青森県、岩手県、宮城県、秋田県、山形県、福島県 |
| 関東信越国税不服審判所 | 関東信越国税不服審判所  | さいたま市中央区新都心1-1 さいたま新都心合同庁舎1号館 | 茨城県、栃木県、群馬県、埼玉県                 |
|                        | 新潟支所                | 新潟市中央区西大畑町5191番地                          | 新潟県                                         |
| 長野支所               | 長野市西後町608-2       | 長野県                                                |                                                |
| 東京国税不服審判所     | 東京国税不服審判所      | 千代田区九段南1-1-15 九段第2合同庁舎                  | 千葉県、東京都、山梨県                         |
|                        | 横浜支所                | 横浜市中区新港一丁目6番1号 よこはま新港合同庁舎4階    | 神奈川県                                       |
| 金沢国税不服審判所     | 金沢国税不服審判所      | 金沢市新神田4-3-10 金沢新神田合同庁舎                 | 富山県、石川県、福井県                         |
| 名古屋国税不服審判所   | 名古屋国税不服審判所    | 名古屋市中区三の丸3-2-4 名古屋第二国税総合庁舎        | 岐阜県、愛知県、三重県                         |
|                        | 静岡支所                | 静岡市葵区追手町10-88                                 | 静岡県                                         |
| 大阪国税不服審判所     | 大阪国税不服審判所      | 大阪市中央区大手前1-5-63 大阪合同庁舎三号館           | 大阪府、奈良県、和歌山県                       |
|                        | 京都支所                | 京都市左京区聖護院円頓美町18                          | 滋賀県、京都府                                 |
| 神戸支所               | 神戸市兵庫区水木通2-1-4 | 兵庫県                                                |                                                |
| 広島国税不服審判所     | 広島国税不服審判所      | 広島市中区上八丁堀6-30 広島合同庁舎4号館              | 島根県、広島県、山口県                         |
|                        | 岡山支所                | 岡山市北区天神町3-23                                  | 鳥取県、岡山県                                 |
| 高松国税不服審判所     | 高松国税不服審判所      | 高松市天神前3番5号 高松第二国税総合庁舎               | 徳島県、香川県、愛媛県、高知県                 |
| 福岡国税不服審判所     | 福岡国税不服審判所      | 福岡市博多区博多駅東2-11-1 福岡合同庁舎               | 福岡県、佐賀県、長崎県                         |
| 熊本国税不服審判所     | 熊本国税不服審判所      | 熊本市西区春日2-10-1 熊本地方合同庁舎B棟              | 熊本県、大分県、宮崎県、鹿児島県               |
| 沖縄事務所             | 沖縄事務所              | 那覇市旭町9 沖縄国税総合庁舎                          | 沖縄県                                         |

### 国税審判所本部
国税審判所本部は、全国12の支部を統括し、審判所全体の管理・運営や、各支部に係属した個別事件の処理に関する助言指導（本部照会制度、相互審査制度）等の事務を行っている。
行政審判機関としての性格や、国税庁に対する中立性・第三者性保持の観点から、国税不服審判所本部所長には裁判官から出向する。
国税不服審判所本部所長のもとで働く国税不服審判所次長は財務省本省（総合職）。

#### 歴代国税不服審判所長
裁判官から出向するのが通例である。国税不服審判所長は政令で規定される指定職5号の役職である。
| 氏名       | 在任期間                    | 前職                             | 後職                     |
| ---------- | --------------------------- | -------------------------------- | ------------------------ |
| 小酒禮     | 1986年4月1日-1989年5月31日  | 大阪地方裁判所部総括判事         | 大津地方・家庭裁判所長   |
| 杉山伸顕   | 1989年6月1日-1993年3月31日  | 宇都宮地方・家庭裁判所栃木支部長 | 東京高等裁判所部総括判事 |
| 佐久間重吉 | 1993年4月1日-1995年3月31日  | 横浜地方裁判所部総括判事         | 東京高等裁判所判事       |
| 小田泰機   | 1995年4月1日-1997年3月31日  | 東京地方裁判所部総括判事         | 東京高等裁判所判事       |
| 太田幸夫   | 1997年4月1日-1999年3月31日  | 東京高等裁判所判事               | 東京高等裁判所判事       |
| 島内乗統   | 1999年4月1日-2002年3月30日  | 東京地方裁判所判事               | 東京高等裁判所判事       |
| 成田喜達   | 2002年3月31日-2004年3月31日 | 東京地方裁判所部総括判事         | 山形地方・家庭裁判所長   |
| 春日通良   | 2004年4月1日-2006年3月31日  | 東京地方裁判所部総括判事         | 東京高等裁判所判事       |
| 井上哲男   | 2006年4月1日-2008年3月31日  | 東京地方裁判所部総括判事         | 東京高等裁判所判事       |
| 金子順一   | 2008年4月1日-2010年3月31日  | 東京地方裁判所部総括判事         | 東京高等裁判所判事       |
| 孝橋宏     | 2010年4月1日-2012年3月31日  | 東京地方裁判所部総括判事         | 東京高等裁判所判事       |
| 生野考司   | 2012年4月1日-2014年3月31日  | 東京地方裁判所部総括判事         | 東京高等裁判所判事       |
| 畠山稔     | 2014年4月1日-2016年3月31日  | 東京地方裁判所部総括判事         | 東京高等裁判所判事       |
| 増田稔     | 2016年4月1日-2018年3月31日  | 東京地方裁判所部総括判事         | 東京高等裁判所判事       |
| 脇博人     | 2018年4月1日-2020年3月31日  | 東京地方裁判所部総括判事         | 東京高等裁判所判事       |
| 東亜由美   | 2020年4月1日-2022年3月31日  | 東京地方裁判所部総括判事         | 大阪高等裁判所部総括判事 |
| 伊藤繁     | 2022年4月1日-2024年3月31日  | 東京地方裁判所部総括判事         | 東京高等裁判所判事       |

#### 歴代国税不服審判所次長
国税不服審判所次長は政令で規定される指定職2号の役職である。首席国税審判官（関東信越、東京、名古屋、大阪、広島、福岡）と同様である。
| 氏名       | 出身校      | 前職                               | 在任期間    |
| ---------- | ----------- | ---------------------------------- | ----------- |
| 有働忠明   | 東京大学 法 | 財務省大臣官房付                   | 2017年7月-  |
| 片山一夫   | 東京大学 法 | 横浜税関長兼税関研修所横浜支所長   | 2018年7月-  |
| 中村信行   | 東京大学 法 | 原子力損害賠償・廃炉等支援機構理事 | 2019年10月- |
| 森山茂樹   | 東京大学 経 | 内閣府大臣官房審議官               | 2020年8月-  |
| 牧田宗孝   | 東京大学 法 | 東京地下鉄監査役                   | 2021年7月-  |
| 山西雅一郎 | 東京大学 法 | 名古屋国税局長                     | 2023年7月-  |

- 東京国税不服審判所長

検察官から出向するのが通例である。東京国税不服審判所次席国税審判官は財務省本省（総合職）又は財務省の外局である国税庁(総合職)。
- 大阪国税不服審判所長

裁判官から出向するのが通例である。大阪国税不服審判所次席国税審判官は財務省本省（総合職）又は財務省の外局である国税庁(総合職)。
- 各支部の国税不服審判所長（首席国税審判官）

各支部の国税不服審判所長（首席国税審判官）は財務省本省（総合職）又は財務省の外局である国税庁(総合職)。総合職の出身校については旧帝国大学、早慶（大蔵国税三田会等）等となっている。首席国税審判官（関東信越、東京、名古屋、大阪、広島、福岡）は政令で規定される指定職2号の役職である。
- 国税審判官、国税副審判官及び国税審査官

国税審判官は税務署長級（国税審判官の約半数に、弁護士・公認会計士・税理士等の有資格者が、任期付公務員として登用されている）。国税副審判官は副署長級。国税審査官は統括官級又は上席級。
このほか、本部及び主要支部に、裁判官又は検察官からの出向者が若干名配置されている（なお、裁判官からの出向者の出向中の身分（官名）は、検察官からの出向者と同じく「検事」となるのが例である。）。

##### 札幌国税不服審判所長
| 氏名     | 在任期間   | 前職                                                     | 後職等                   |
| -------- | ---------- | -------------------------------------------------------- | ------------------------ |
| 土屋雅一 | 2015年7月‐ | 大阪国税不服審判所次席国税審判官                         | 金沢学院大学経済学部教授 |
| 伊藤隆雄 | 2018年7月‐ | 国税庁長官官房厚生管理官                                 | 福岡国税不服審判所長     |
| 千葉俊徳 | 2020年8月‐ | 国税庁課税部課税総括課審理室長                           | 名古屋国税不服審判所長   |
| 柳澤聡   | 2021年7月‐ | 独立行政法人中小企業基盤整備機構業務統括役高度化事業部長 |                          |

##### 仙台国税不服審判所長
| 氏名     | 在任期間   | 前職                                   | 後職等                   |
| -------- | ---------- | -------------------------------------- | ------------------------ |
| 𠮷田初志 | 2017年4月‐ | 札幌国税不服審判所長                   | 産業能率大学経営学部教授 |
| 住倉毅宏 | 2018年4月‐ | 金沢国税不服審判所長                   | 高千穂大学商学部教授     |
| 出村仁志 | 2019年8月‐ | 国税庁長官官房付 研究休職 新潟大学教授 | 千葉商科大学教授         |
| 大澤雄一 | 2020年7月‐ | 東京国税不服審判所次席国税審判官       |                          |

##### 関東信越国税不服審判所長
| 氏名     | 在任期間   | 前職                           | 後職等           |
| -------- | ---------- | ------------------------------ | ---------------- |
| 石川紀   | 2017年7月‐ | 財務省大臣官房付               | 神戸税関長       |
| 栗原一福 | 2018年7月‐ | 株式会社日本政策金融公庫取締役 | 関東信越国税局長 |
| 御園生功 | 2019年7月‐ | 広島国税不服審判所長           | 退官             |
| 大西淳也 | 2020年7月‐ | 独立行政法人都市再生機構理事   |                  |
| 鵜田晋幸 | 2021年7月‐ | 財務総合政策研究所総務研究部長 |                  |

##### 東京国税不服審判所長
| 氏名     | 在任期間   |
| -------- | ---------- |
| 森本加奈 | 2017年6月‐ |
| 藤谷俊之 | 2018年7月‐ |
| 林享男   | 2020年7月‐ |
| 横井朗   | 2021年7月‐ |

##### 金沢国税不服審判所長
| 氏名     | 在任期間   | 前職                                 | 後職等               |
| -------- | ---------- | ------------------------------------ | -------------------- |
| 住倉毅宏 | 2017年8月‐ | 国税庁課税部法人課税課長             | 仙台国税不服審判所長 |
| 金沢孝志 | 2018年4月‐ | 法務省大臣官房司法法制部審査監督課長 | 福岡国税不服審判所長 |
| 團野正浩 | 2019年4月‐ | 東京国税不服審判所次席国税審判官     |                      |
| 高杉尚志 | 2021年7月‐ | 名古屋国税不服審判所次席国税審判官   |                      |

##### 名古屋国税不服審判所長
| 氏名     | 在任期間   | 前職                       | 後職等             |
| -------- | ---------- | -------------------------- | ------------------ |
| 西聡     | 2017年8月‐ | 税務大学校教頭             | 帝京大学法学部教授 |
| 木本聡子 | 2018年7月‐ | 独立行政法人国立印刷局理事 |                    |
| 中田悟   | 2019年7月‐ | 日本たばこ産業財務副責任者 | 札幌国税局長       |
| 千葉俊徳 | 2021年7月‐ | 札幌国税不服審判所長       |                    |

##### 大阪国税不服審判所長
| 氏名     | 在任期間   |
| -------- | ---------- |
| 西田隆裕 | 2017年4月‐ |
| 川畑正文 | 2019年4月‐ |
| 西村欣也 | 2021年4月‐ |

##### 広島国税不服審判所長
| 氏名     | 在任期間   | 前職                           | 後職等                   |
| -------- | ---------- | ------------------------------ | ------------------------ |
| 岡根秀規 | 2017年4月‐ | 仙台国税不服審判所長           | 日本大学経済学部教授     |
| 御園生功 | 2018年7月‐ | 神戸税関長                     | 関東信越国税不服審判所長 |
| 飯島信幸 | 2019年8月‐ | 国税庁 研究休職 名古屋大学教授 | 産業能率大学教授         |
| 湯浅豊生 | 2020年8月‐ | 国税庁長官官房参事官           |                          |

##### 高松国税不服審判所長
| 氏名     | 在任期間   | 前職                             | 後職等           |
| -------- | ---------- | -------------------------------- | ---------------- |
| 奥田芳彦 | 2017年3月‐ | 東京国税不服審判所部長審判官     |                  |
| 高橋一郎 | 2018年3月‐ | 東京国税不服審判所部長審判官     |                  |
| 香取稔   | 2019年3月‐ | 国税不服審判所国税審判官         | 国税庁長官官房付 |
| 中嶋明伸 | 2020年3月‐ | 国税不服審判所沖縄事務所長       |                  |
| 村田昌平 | 2021年7月‐ | 大阪国税不服審判所次席国税審判官 |                  |

##### 福岡国税不服審判所長
| 氏名     | 在任期間   | 前職                             | 後職等           |
| -------- | ---------- | -------------------------------- | ---------------- |
| 松本邦生 | 2016年7月‐ | 大阪国税不服審判所次席国税審判官 |                  |
| 金沢孝志 | 2019年4月‐ | 金沢国税不服審判所長             | 平成国際大学教授 |
| 伊藤隆雄 | 2020年7月‐ | 札幌国税不服審判所長             |                  |
| 齋川浩司 | 2021年7月‐ | 研究休職・名古屋大学教授         |                  |

##### 熊本国税不服審判所長
| 氏名     | 在任期間   | 前職                         | 後職等 |
| -------- | ---------- | ---------------------------- | ------ |
| 川口幸彦 | 2017年3月‐ | 国税不服審判所沖縄事務所長   |        |
| 竹田勝哉 | 2018年3月‐ | 国税不服審判所沖縄事務所長   |        |
| 阿瀬薫   | 2019年3月‐ | 国税不服審判所沖縄事務所長   |        |
| 浅井要   | 2020年3月‐ | 東京国税不服審判所部長審判官 |        |
| 伊東幸喜 | 2021年3月‐ | 国税不服審判所沖縄事務所長   |        |

##### 国税不服審判所沖縄事務所長
| 氏名     | 在任期間   | 前職                         | 後職等               |
| -------- | ---------- | ---------------------------- | -------------------- |
| 竹田勝哉 | 2017年3月‐ | 東京国税不服審判所部長審判官 | 熊本国税不服審判所長 |
| 阿瀬薫   | 2018年3月‐ | 東京国税不服審判所横浜支所長 | 熊本国税不服審判所長 |
| 中嶋明伸 | 2019年3月‐ | 東京国税不服審判所横浜支所長 | 高松国税不服審判所長 |
| 伊東幸喜 | 2020年3月‐ | 国税不服審判所国税審判官     |                      |

## 裁決
まずはじめに、各支部に配置された国税審判官が、担当審判官1名及び参加審判官2名から成る合議体を構成して審査請求事件の調査・審理を行い、審査請求に対する判断（主文、理由）を示した「議決」をする。
国税不服審判所長が、この議決に基づいて、裁決をする。
もっとも、実際の裁決権は、内部規程で各支部の国税不服審判所長（首席国税審判官）に委任されており、いわゆる専決処理がされている。財務省庁舎内にある国税審判所本部からは、裁決に至る各段階において、各支部に係属した個別事件の処理に関する助言指導（本部照会制度、相互審査制度）等がされる。
そして、国税不服審判所長が１．国税庁長官通達の解釈と異なる解釈により裁決をする２．他の国税に係る処分を行う際における法令解釈の重要な先例となると認められる裁決をする場合において、これが審査請求人の主張を容認するものであり、かつ、国税庁長官が相当と認める場合を除き、国税庁長官から意見を求められた事項について、国税審査分科会が調査審議する。

## 国税審査分科会
財務省設置法の規定により、平成13年1月国税庁に設置された。国税審議会委員のうち、財務大臣が指名した委員で組織する。
下記に事例として令和7年における国税審査分科会の構成を記載する。
| 役職     | 氏名                | 現職                                                          | 出身校・その他                 |
| -------- | ------------------- | ------------------------------------------------------------- | ------------------------------ |
| 会長     | 土居丈朗            | 慶應義塾大学経済学部教授                                      | 東京大学大学院経済学研究科     |
| 会長代理 | 佐藤英明            | 慶應義塾大学大学院法務研究科教授                              | 東京大学法学部                 |
| 委員     | 太田 直樹           | 日本税理士会連合会会長                                        |                                |
| 委員     | 十時（横田） 希代子 | 東京八丁堀法律事務所客員弁護士                                | 一橋大学法学部                 |
| 委員     | 中川丈久            | 神戸大学大学院法学研究科教授                                  | 東京大学大学院法学政治学研究科 |
| 委員     | 中空 麻奈           | ＢＮＰパリバ証券株式会社グローバルマーケット統括本部副会長    | 慶應義塾大学経済学部           |
| 委員     | 葉石 かおり         | 酒ジャーナリスト 一般社団法人ジャパンサケアソシエーション会長 | 日本大学文理学部独文学科       |
| 委員     | 藤谷 武史           | 東京大学社会科学研究所教授                                    | 東京大学法学部                 |
| 委員     | 山内マリコ          | 作家                                                          | 大阪芸術大学芸術学部映像学科   |
| 委員     | 山口 裕之           | 東京電力ホールディングス株式会社代表執行役副社長              |                                |

事務局として、国税庁からは、長官、次長、審議官、課税部長、徴収部長、調査査察部長、総務課長、人事課長等が出席する。国税不服審判所からは所長、次長等が出席する。

## その他
大蔵省主税局税制第三課長早田肇は、国税不服審判所の誕生の経緯について、「従来から、協議団制度に対しては、次のような批判が寄せられていた。第1に、協議団が国税局の付属機関として国税局長の指揮下に置かれ、しかも審査請求に当たって協議団の議決を経るのではあるが、裁決権は国税局長が保持する形をとっているところから、裁決に対して直税部、調査部等のいわゆる主管部が強い影響力を及ぼしているのではないかとの疑念が持たれ、このような制度のもとでは、納税者の納得を得られるような裁決は期し難いとの批判が生じていた。第2に、納税者の不服について真に個別性に応じた解決をはかるためには、場合によっては通達と異なる法令の解釈を行なう必要も生じるのであるが、国税局長の下におかれ、国税庁長官の発する通達に応じ得ないのではないかという批判も見られた。税制調査会の税制簡素化特別部会においては、これらの情勢および批判をふまえつつ、慎重な検討を重ねた結果、国税庁の付属機関として、自ら裁決権を有する不服審査機関を設置すべきであるという結論に達したものである。」と論じている。